# Rose Clevelandová
Rose Elizabeth Clevelendová (13. června 1846 – 22. listopadu 1918, Bagni di Lucca, Itálie) byla sestrou 22. prezidenta USA Grovera Clevelanda a v letech 1885–1886 vykonávala funkci první dámy USA, protože její bratr byl do roku 1886 svobodný.